# Ruhna vas
Ruhna vas je naselje v Občini Škocjan.